# Zăuan-Băi
Zăuan-Băi – wieś w Rumunii, w okręgu Sălaj, w gminie Ip. W 2011 roku liczyła 77 mieszkańców.